# Малинин, Николай Константинович
Николай Константинович Малинин (род. 25 ноября 1938 года, Москва) — специалист в области возобновляемых источников энергии. Доктор технических наук, профессор кафедры «Нетрадиционных и возобновляемых источников энергии» Московского энергетического института (МЭИ ТУ). Член-корреспондент Российской Академии Электротехнических Наук, Заслуженный работник высшей школы Российской Федерации.

## Биография
Николай Константинович Малинин родился 25 ноября 1938 года в Москве. В 1962 году окончил Московский энергетический институт (МЭИ), получив специальность «Гидроэнергетические установки». Был оставлен по распределению работать на кафедре «Гидроэнергетики» в МЭИ старшим инженером.
С 1964 по 1967 год учился в аспирантуре МЭИ. Защитил кандидатскую диссертацию, в 1968 году получил ученую степень кандидата технических наук, с 1972 года — доцент кафедры «Гидроэнергетики». В 1993 году защитил докторскую диссертацию на тему: «Теоретические основы гидроэнергетики». Получил ученую степень доктора технических наук, с 1995 года — профессор кафедры «Гидроэнергетики» МЭИ.
С 1972 года по 1983 год работал на должности заместителя заведующего кафедрой Гидроэнергетики МЭИ, затем, до 2009 годы был
заместителем заведующего кафедрой «Нетрадиционные и возобновляемые источники энергии (НВИЭ)». С 2009 по 2011 года — заместитель заведующего кафедрой НВИЭ по методической работе. В настоящее время Николай Константинович работает профессором кафедры ГВИЭ Института Электроэнергетики Московского энергетического института.
Область научных интересов: параметры и режимы работы энергетических установок, электростанций и энергокомплексов на основе
возобновляемых источников энергии (волновая и приливная энергетика, ветроэнергетика, солнечная энергетика, потенциальное тепло земли, малая гидроэнергетика).
Николай Константинович Малинин является автором около 200 научных работ, включая 30 учебников и учебных пособий. Под его научным руководством подготовлено около 250 инженеров, отечественными и зарубежными аспирантами из Афганистана, Ливана, Кампучии, Боливии, Перу, Колумбии защищено около 15 кандидатских диссертаций.

## Награды и звания
- Премия Б. Е. Веденеева.
- Заслуженный работник высшей школы Российской Федерации.

## Труды
- Использование аналоговых вычислительных машин в водно-энергетических расчетах. М.: «Энергия», 1974.
- Гидроэнергетика. Учебник для ВУЗов. (Коллектив авторов) М.: «Энергия», 1981.
- Солнечная энергетика. Учебное пособие для вузов. (Коллектив авторов). М.: Издательский дом МЭИ, 2008.
- Теоретические основы гидроэнергетики. Учебник для ВУЗов. М.: «Энергоатомиздат», 1985.
- Основные характеристики ветра. Ресурсы ветра и методы их расчета. (Коллектив авторов). М.: Издательский дом МЭИ, 2011.
- Энергетическое оборудование для использования нетрадиционных и возобновляемых источников энергии. (Коллектив авторов). М.: ВИЭН, 2004.
- Гидроэнергетика. Учебник для ВУЗов. (Коллектив авторов), 2-е изд. перераб. и доп. М.: «Энергоатомиздат», 1988.